# قنية دمعية
القُنَيَّتان الدمعيتان (بالإنجليزية: Lacrimal canaliculi)‏، ومفردهما: قُنَيَّة canaliculus، وتُعرف الواحدة أيضا باسم القناة الدمعية (بالإنجليزية: lacrimal canal)‏ أو (بالإنجليزية: lacrimal duct)‏، هما تلكما القناتان الصغيرتان الموجودتان في جفني العين، في كل جفن قناة دمعية. تبدأ كل قناة دمعية بفتحة دقيقة تسمى «نقطة دمعية» على قمة الحليمات الدمعية وتُرى على حافة كل جفن في أقصى الطرف الجانبي للبحيرة الدمعية (بالإنجليزية: lacus lacrimalis)‏.

## التوصيف
توجد قناتان دمعيتان في كل عين، واحدة في كل جفن.
- القناة العلوية هي أصغر وأقصر القناتين، تصعد في البداية، ثم تنحني بزاوية حادة، وتمر في الاتجاه الإنسي وإلى الأسفل حتى تصل إلى الكيس الدمعي.
- القناة السفلية تنزل في البداية، ثم تمتد أفقيا تقريبا حتى تصل إلى الكيس الدمعي.

### أمبولة القنية الدمعية
تتوسّع القناة الدمعية في الزاوية على شكل أمبولة (كلمة أمبولة كلمة لاتينية الأصل تَعني القارورة). بالنظر إليها تحت المجهر، تُرى مبطنة بنسيج طلائي حرشفي طبقية غير «متقرِّن» (بالإنجليزية: non keratinizing)‏ (أي غير متحولة إلى قرنية)، وتحيط بها أنسجة ليفية.
توجد في الخارج طبقة من عضلات شريطية مستمرة مع الجزء الدمعي من عضلة العين الدويرية. في قاعدة كل حليمة دمعية، تترتب الألياف ترتيباً دائرياً وتشكل نوعا من العضلة العاصرة.

## الأهمية السريرية
- الْتِهابُ القُنَيَّاتِ الدَّمْعِيَّة اسمه اللاتيني: Canaliculitis.[3]
- يتطلب الرضح القُنَيوِيّ (بالإنجليزية: canalicular trauma)‏ اهتماما خاصا من قبل أخصائي متمرس على إصلاح التمزق، لإصلاح تمزقات الجفن بالجهاز الدمعي (بالإنجليزية: Lacrimal apparatus)‏.